# Croatia Open Umag
El Torneig d'Umag, conegut oficialment com a Croatia Open Umag, és un torneig de tennis professional que es disputa anualment sobre terra batuda al ITC Stella Maris d'Umag (Croàcia). Pertany a les sèries 250 del circuit ATP masculí i es disputa a la fi de juliol.
El torneig es va crear l'any 1990 amb el nom de Yugoslav Open i des de llavors s'ha disputat de forma ininterrompuda. Per canvis de patrocinador principal, ha tingut també els noms de ATP Studena Croatia Open Umag, Vegeta Croatia Open Umag i Konzum Croatia Open Umag.
El mallorquí Carles Moyà té el rècord amb cinc títols individuals.

## Palmarès

### Individual masculí
| Any  | Campió                                            | Finalista                                         | Resultat                                          |
| ---- | ------------------------------------------------- | ------------------------------------------------- | ------------------------------------------------- |
| 2024 | Francisco Cerúndolo                               | Lorenzo Musetti                                   | 2−6, 6−4, 7−6(5)                                  |
| 2023 | Alexei Popyrin                                    | Stan Wawrinka                                     | 6−7(5), 6−3, 6−4                                  |
| 2022 | Jannik Sinner                                     | Carlos Alcaraz                                    | 6−7(5), 6−1, 6−1                                  |
| 2021 | Carlos Alcaraz                                    | Richard Gasquet                                   | 6−2, 6−2                                          |
| 2020 | Torneig suspès a causa de la pandèmia de COVID-19 | Torneig suspès a causa de la pandèmia de COVID-19 | Torneig suspès a causa de la pandèmia de COVID-19 |
| 2019 | Dušan Lajović                                     | Attila Balázs                                     | 7−5, 7−5                                          |
| 2018 | Marco Cecchinato                                  | Guido Pella                                       | 6−2, 7−6(4)                                       |
| 2017 | Andrey Rublev                                     | Paolo Lorenzi                                     | 6−4, 6−2                                          |
| 2016 | Fabio Fognini                                     | Andrej Martin                                     | 6−4, 6−1                                          |
| 2015 | Dominic Thiem                                     | João Sousa                                        | 6−4, 6−1                                          |
| 2014 | Pablo Cuevas                                      | Tommy Robredo                                     | 6−3, 6−4                                          |
| 2013 | Tommy Robredo                                     | Fabio Fognini                                     | 6−0, 6−3                                          |
| 2012 | Marin Čilić                                       | Marcel Granollers                                 | 6−4, 6−2                                          |
| 2011 | Aleksandr Dolhopòlov                              | Marin Čilić                                       | 6−4, 3−6, 6−3                                     |
| 2010 | Juan Carlos Ferrero                               | Potito Starace                                    | 6−4, 6−4                                          |
| 2009 | Nikolai Davidenko                                 | Juan Carlos Ferrero                               | 6−3, 6−0                                          |
| 2008 | Fernando Verdasco                                 | Ígor Andréiev                                     | 3−6, 6−4, 7−6(4)                                  |
| 2007 | Carles Moyà (5)                                   | Andrei Pavel                                      | 6−4, 6−2                                          |
| 2006 | Stanislas Wawrinka                                | Novak Đoković                                     | 6−6 i retirada                                    |
| 2005 | Guillermo Coria                                   | Carles Moyà                                       | 6−2, 4−6, 6−2                                     |
| 2004 | Guillermo Cañas                                   | Filippo Volandri                                  | 7−5, 6−3                                          |
| 2003 | Carles Moyà                                       | Filippo Volandri                                  | 6−4, 3−6, 7−5                                     |
| 2002 | Carles Moyà                                       | David Ferrer                                      | 6−3, 6−2                                          |
| 2001 | Carles Moyà                                       | Jérôme Golmard                                    | 6−4, 3−6, 7−6                                     |
| 2000 | Marcelo Ríos                                      | Mariano Puerta                                    | 7−6, 4−6, 6−4                                     |
| 1999 | Magnus Norman                                     | Jeff Tarango                                      | 6−2, 6−4                                          |
| 1998 | Bohdan Ulihrach                                   | Magnus Norman                                     | 6−3, 7−6                                          |
| 1997 | Fèlix Mantilla                                    | Sergi Bruguera                                    | 6−3, 7−6                                          |
| 1996 | Carles Moyà                                       | Fèlix Mantilla                                    | 6−0, 7−6                                          |
| 1995 | Thomas Muster (3)                                 | Carlos Costa                                      | 3−6, 7−6, 6−4                                     |
| 1994 | Alberto Berasategui                               | Karol Kučera                                      | 6−2, 6−4                                          |
| 1993 | Thomas Muster                                     | Alberto Berasategui                               | 7−5, 3−6, 6−3                                     |
| 1992 | Thomas Muster                                     | Franco Davín                                      | 6−1, 4−6, 6−4                                     |
| 1991 | Dimitri Poliakov                                  | Javier Sánchez                                    | 6−4, 6−4                                          |
| 1990 | Goran Prpić                                       | Goran Ivanišević                                  | 6−3, 4−6, 6−4                                     |

### Dobles masculins
| Any  | Campions                                          | Finalistes                                        | Resultat                                          |
| ---- | ------------------------------------------------- | ------------------------------------------------- | ------------------------------------------------- |
| 2024 | Guido Andreozzi Miguel Ángel Reyes Varela         | Manuel Guinard Grégoire Jacq                      | 6−4, 6−2                                          |
| 2023 | Blaž Rola Nino Serdarušić                         | Simone Bolelli Andrea Vavassori                   | 4−6, 7−6(2), [15−13]                              |
| 2022 | Simone Bolelli Fabio Fognini                      | Lloyd Glasspool Harri Heliövaara                  | 5−7, 7−6(6), [10−7]                               |
| 2021 | Fernando Romboli David Vega Hernández             | Tomislav Brkić Nikola Ćaćić                       | 6−3, 7−5                                          |
| 2020 | Torneig suspès a causa de la pandèmia de COVID-19 | Torneig suspès a causa de la pandèmia de COVID-19 | Torneig suspès a causa de la pandèmia de COVID-19 |
| 2019 | Robin Haase Philipp Oswald                        | Oliver Marach Jürgen Melzer                       | 7−5, 6−7(2), [14−12]                              |
| 2018 | Robin Haase Matwé Middelkoop                      | Roman Jebavý Jiří Veselý                          | 6−4, 6−4                                          |
| 2017 | Guillermo Durán Andrés Molteni                    | Marin Draganja Tomislav Draganja                  | 6−3, 6−7(4), [10−6]                               |
| 2016 | Martin Kližan David Marrero                       | Nikola Mektić Antonio Šančić                      | 6−4, 6−2                                          |
| 2015 | Máximo González André Sá                          | Mariusz Fyrstenberg Santiago González             | 4−6, 6−3, [10−5]                                  |
| 2014 | František Čermák Lukáš Rosol                      | Dušan Lajović Franko Škugor                       | 6−4, 7−6(5)                                       |
| 2013 | Martin Kližan David Marrero                       | Nicholas Monroe Simon Stadler                     | 6−1, 5−7, [10−7]                                  |
| 2012 | David Marrero Fernando Verdasco                   | Marcel Granollers Marc López                      | 6−3, 7−6(4)                                       |
| 2011 | Simone Bolelli Fabio Fognini                      | Marin Čilić Lovro Zovko                           | 6−3, 5−7, [10−7]                                  |
| 2010 | Leoš Friedl Filip Polášek                         | František Čermák Michal Mertiňák                  | 6−3, 7−6(7)                                       |
| 2009 | František Čermák Michal Mertiňák                  | Johan Brunström · Jean-Julien Rojer               | 6−4, 6−4                                          |
| 2008 | Michal Mertiňák Petr Pála                         | Carlos Berlocq Fabio Fognini                      | 2−6, 6−3, [10−5]                                  |
| 2007 | Lukáš Dlouhý Michal Mertiňák                      | Jaroslav Levinský David Škoch                     | 6−1, 6−1                                          |
| 2006 | Jaroslav Levinský David Škoch                     | Guillermo García López Albert Portas              | 6−4, 6−4                                          |
| 2005 | Jiří Novák Petr Pála                              | Michal Mertiňák David Škoch                       | 6−3, 6−3                                          |
| 2004 | José Acasuso Flávio Saretta                       | Jaroslav Levinský David Škoch                     | 4−6, 6−2, 6−4                                     |
| 2003 | Àlex López Morón Rafael Nadal                     | Todd Perry Thomas Shimada                         | 6−1, 6−3                                          |
| 2002 | František Čermák Julian Knowle                    | Albert Portas Fernando Vicente                    | 6−4, 6−4                                          |
| 2001 | Sergio Roitman Andres Schneiter                   | Ivan Ljubičić Lovro Zovko                         | 6−2, 7−5                                          |
| 2000 | Àlex López Morón Albert Portas                    | Ivan Ljubičić Lovro Zovko                         | 6−1, 7−6                                          |
| 1999 | Mariano Puerta Javier Sánchez                     | Massimo Bertolini Cristian Brandi                 | 3−6, 6−2, 6−3                                     |
| 1998 | Neil Broad Piet Norval                            | Jiří Novák David Rikl                             | 6−1, 3−6, 6−3                                     |
| 1997 | Dinu Pescariu Davide Sanguinetti                  | Dominik Hrbatý Karol Kučera                       | 7−6, 6−4                                          |
| 1996 | Pablo Albano Luis Lobo                            | Ģirts Dzelde Udo Plamberger                       | 6−4, 6−1                                          |
| 1995 | Luis Lobo Javier Sánchez                          | David Ekerot László Markovits                     | 6−4, 6−0                                          |
| 1994 | Diego Pérez Francisco Roig                        | Karol Kučera Paul Wekesa                          | 6−2, 6−4                                          |
| 1993 | Filip Dewulf Tom Vanhoudt                         | Jordi Arrese Francisco Roig                       | 6−4, 7−5                                          |
| 1992 | David Prinosil Richard Vogel                      | Sander Groen Lars Koslowski                       | 6−3, 6−7, 7−6                                     |
| 1991 | Gilad Bloom Javier Sánchez                        | Richey Reneberg David Wheaton                     | 7−6, 2−6, 6−1                                     |
| 1990 | Vojtěch Flégl Daniel Vacek                        | Andrei Txerkàssov Andrei Olkhovski                | 6−4, 6−4                                          |